# Äventyrspaket 2
Äventyrspaket 2 var Äventyrsspels andra utgåva med två mindre äventyr som skulle kunna spelas på en eller ett par kvällar vardera och lätt fogas in i en spelgrupps befintliga kampanj. I det första äventyret, Novastenen, ska rollpersonerna stjäla en magisk juvel åt en avdankad trollkarl och i det andra äventyret, Jeraz, ska rollpersonerna hjälpa en ung adelsman att undersöka om ett av släktens gamla gods är hemsökt.